# Министро Карранса (станция метро)
«Министро Карранса» (исп. Ministro Carranza) — станция Линии D метрополитена Буэнос-Айреса.
Станция находится в районе Палермо, на пересечении улиц Авенида Санта-Фе и Авенида Доррего. Станция была открыта 29 декабря 1987 года. Первоначально планировалось дать ей название в честь Мануэля Савио, одного из основателей аргентинской тяжёлой промышленности. Однако из-за неожиданной и скоропостижной смерти министра обороны Роке Каррансы 8 февраля 1986 года было принято присвоить новой станции его имя.
До открытия станции Ольерос 31 мая 1997 года Министро Карранса служила конечной остановкой линии D.